# Gépész Rádió
A Gépész Rádió a kaposvári Eötvös Loránd Műszaki Szakközépiskola iskolai rádiója, amely online nonprofit rádióként is működik. A rádió a diákság érdekeit és érdeklődését helyezi előtérbe. A műsor nagyon sok zenei ízlést és témát átkarol, hiszen a 90-es évek nagy slágereitől napjainkig a zenéket; friss híreket, élő közvetítéseket, online adásokat, valamint a fiatalok számára legfontosabb oktatási információkat is felkínálja a hallgatóságnak.

## Története

### Kezdetek
A kaposvári Eötvös Loránd Műszaki Szakközépiskolában a rádió nem újkeletű ötlet volt. Az alapideálként az szolgált, hogy az iskola diákjai ne csak az órák közötti szünetekben tudjanak zenéket kérni egymásnak illetve informálódni, hanem az iskolán kívüli idejükben is tudjanak értesülni az intézmény aktualitásairól, programokról és mindezek mellett a legjobb zenéket hallgassák. Ez az ötlet nem egyedülálló az országban, hiszen számos másik iskolarádió is szórja az adását az egyre inkább népszerűsödő webrádiós berkekben. Mint műszaki iskola diákjai, az informatikus tanulók kimagasló munkája nagy mértékben segítette (illetve segíti) a rádió elindulását és működését, amit számos oktató is támogat a közel 1600 fős intézményben.

### Internetes rádióként
A Gépész Rádió éjjel-nappal szól online, így saját weblapjukról bármikor hallgatható. Az internetes sugárzást 2010. október 1-jén kezdte meg. A hibátlan rádiós hálózat kiépítését az Eötvös Loránd Műszaki Szakközépiskola oktatástechnológusa és az őt segítő informatika szakos diákok valósították meg.
A modern technika segítségével a rádió elérhetővé vált az egész világon, így adva nagyobb területet a hallgatóságnak, amelyhez hozzátartozik, hogy élő adásban is kimagaslóan jó visszajelzések övezik a műsorokat, közvetítéseket. Az élő adások alkalmával online lehet kapcsolatot tartani a műsorvezetőkkel, akár facebookos lapjukon, skype-on vagy msn-en, de a rádió honlapjának is van egy chat-fala (amit a rádiósok csak egyszerűen „csetfalunak” hívnak). Az online léttel lehetőség nyílt élő kitelepülésekre, publikus helyszínekről, versenyekről, nevezetes eseményekről való élő adás szolgáltatására.

## Feladatok, célok
Az iskolarádió fő feladatai közé tartozik, hogy mindig aktuális információkat juttasson el a hallgatókhoz, nem csak az iskolai eseményekről, hanem kulturális, sport és friss hírek témakörökben is. A rádióban elhangzó információk szinte a megszólalással azonos időpontban a rádió weblapján is megtekinthetőek. Egy külön stáb dolgozik azon, hogy mindig naprakész legyen a rádió honlapja.

## Műsorok
A rádió műsorait a diákok szerkesztik nagy sikerrel. Heti rendszerességgel fordulnak elő a lehető legkülönbözőbb témákkal.
A szünetekben illetve a kimaradó órákban zenék szólnak, valamint hétvégén műsorismétlések.
Gondos odafigyelést fordítottak arra, hogy ne csak a fiatal korosztály találja meg a kedvenceit a zenehallgatás közben, hanem az idősebbek is élvezhessék a rádiót. Ezért is került bele minden órába több dal a 90-es évek zenéiből. Túlnyomó többségben viszont a friss zenéké a főszerep. Napközben számtalan magyar dal is megszólal és az esti órákban van egy teljes óra, amikor csak magyar zenét hallgathatunk. A reggeli „ébredező sáv” a 90-es évek nagy slágereinek van fenntartva. Minden nap 9 órától 10 óráig csak ebből az időszakból válogatunk.

### S.M.I.N.K.
Minden rádió rendelkezik egy fő műsorral, amely a leghallgatottabb címet nyeri el. A Gépész Rádió esetében ezt a címet egy heti rendszerességgel jelentkező show-műsor kapta, amely a S.M.I.N.K. névre hallgat. A mozaik szó jelentése: „Sok Marhaság Itt Nálunk Kötelező”. A nagy kereskedelmi rádiók reggeli show-műsorainak alapjaira van építve a struktúra. 4 órán keresztül a jó zenék mellett 5 műsorvezető beszélget a heti aktualitásokról. Online betelefonálásokkal élőben lehet a műsorban szerepelni. Ezen a módon készült riport egy malajziai diákkal is.
A S.M.I.N.K. műsor stílusa mindig vidám és szórakoztató. Alapja az, hogy ötvöződnek benne a modern zenei elemek a népi különlegességgel, így kínálva állandó helyet a nemzetközi eseményeknek és a falusi történéseknek.
Minden Csütörtökön délután 15:00-től este 19:00-ig élő adásként hallható.
- Műsorvezetők: Németh Dávid, Kárnyáczki Ferenc, Bozsoki Gábor, Sebestyén Zoltán, Vörös Roland.

### A műsor
Egy adás, ami annyira új, hogy még neve sincs. A műsorvezetők, mivel nem fértek be a S.M.I.N.K. stábjába, külön csoportba tömörülve létrehoztak egy saját 2 órás show-műsort, amely a mókát hivatott szolgálni. Főbb jellemzője, hogy 2 diáklány mellett szerepel 2 fiú is. Náluk semmiben nincs határ, így mindig az egyetértésre törekednek.
Minden Kedden hallható 15:00-tól 17:00-ig.
- Műsorvezetők: Molnár Viktória, Horváth Tiria, Lévai Richárd, Tallián Richárd.

### Gép-Zsír
Kéthetente Hétfőn este hallható, minden adás alkalmával egy-egy együttes életútját, munkásságát járják körül, mutatják be a rock, blues műfajából.
- Műsorvezetők: Kontra Roland, Vörös Roland.

### Top25 és Top50
Top25: Minden héten szerdán hallható, ahol a legnépszerűbb 25 szám szólal meg 2 óra leforgása alatt. 

Top50: Minden héten vasárnap hallható 4 órán keresztül. A legújabb és legnépszerűbb dalok hallhatóak.
Mindkét adás egy-egy rádiós játszási lista. Statisztika alapján való kiértékelésből készül. A hallgatók a rádió honlapján becsillagozhatják az aktuálisan adásban lévő dalt, hogy mennyire tetszik nekik egy egytől ötig terjedő skálán.
- Műsorvezetők: Csertei Gábor, Vörös Roland.

## Szerkesztőség
- Hírszerkesztő: Kontráné Katica
- Sporthírek: Kontra Roland
- Weblap szerkesztőség: Földesi Dávid (webdesigner), Csertei Gábor
- Zenei szerkesztő: Vörös Roland
- Technikai osztály: Bozsoki Gábor, Vörös Roland, Németh Dávid.
- Station Voice (állomáshang): Vörös Roland.